# Халид Зия Ушаклъгил
Халид Зия Ушаклъгил (на турски: Halid Ziya Uşaklıgil) е турски поет, драматург, преподавател, преводач от френски и писател на произведения в жанра съвременен и любовен роман, един от класиците на турската литература.

## Биография и творчество
Халид Зия Ушаклъгил е роден през 1866 г. в Истанбул, Османска империя. През 1879 г. семейството му се премества в Измир, където завършва лицей. След това учи френски в християнско училище и започва да прави преводи от френски език.
През 1886 г. основава вестник „Hizmet“. След 1896 г. негови произведения се публикуват в списание „Servet-i Fünun“.
През 1889 г. е издаден първият му роман „Немиде“, а след това и „Дневникът на един мъртвец“.
Най-известният му роман „Забранена любов“ е публикуван през 1900 г. Красивата Бихтер, бягайки от завистливата си майка Фирдевс, се омъжва за по-възрастния вдовец Аднан, за да започне охолен и богат живот в пищно имение край Босфора. Скучният брак не потръгва и тя се влюбва в Бехлюл, племенник на Аднан. През 1974 г. по романа е направен минисериал. Книгата добива международна известност с екранизацията му през 2008 – 2010 г. в турския телевизионен сериал „Забраненият плод“ с участието на Къванч Татлъту и Берен Саат. През 2013 г. по сериала е направен римейк от испанската компания „Телемундо“ с участието на Жанкарлос Канела и Моника Спиър. Сюжетът му е изменен и действието се развива в съвременния Маями.
Той е силен критик на султан Абдул Хамид II, което довежда през 1901 г. до цензура на голяма част от работата му от Османското правителство. Едва през 1923 г. е публикуван романът му „Разбит живот“.
Работи като преводач, дипломат и преподавател по литература.
Произведенията му се класифицират в жанра на романтизма и символизма развивайки темата за неосъществената любов. Той създава свой специфичен литературен стил използвайки персийски и арабски заемки.
Халид Зия Ушаклъгил умира на 27 март 1945 г. в Истанбул.

## Произведения

### Самостоятелни романи
- Nemide (1889)
- Bir Ölünün Defteri (1889)
- Ferdi ve Şürekâsı (1894)
- Mai ve Siyah (1897)
Синьо и черно, изд.: ИК „Слънце“, София (2012), прев. Хубавинка Филипова
- Aşk-ı Memnu (1900)
Забранена любов, изд. „Народна култура“, София (1992), прев. Хубавинка Филипова
Забраненият плод: в едно богато имение край Босфора ..., изд.: ИК „Слънце“, София (2011), прев. Хубавинка Филипова
- Kırık Hayatlar (1923)
Разбит живот: ... на хиляди парчета болка ..., изд.: ИК „Слънце“, София (2011), прев. Хубавинка Филипова

### Пиеси
- Kabus (1918)

### Разкази
- Bir Muhtıranın Son Yaprakları (1888)
- Bir İzdivacın Tarih-i Muaşakası (1888)
- Heyhat (1894)
- Solgun Demet (1901)
- Sepette Bulunmuş (1920)
- Bir Hikâye-i Sevda (1922)
- Hepsinden Acı (1934)
- Onu Beklerken (1935)
- Aşka Dair (1936)
- İhtiyar Dost (1939)
- Kadın Pençesinde (1939)
- İzmir Hikâyeleri (1950)

### Поезия
- Mensur Şiirler (1889)

### Мемоари
- Anı: Kırk Yıl (1936)
- Saray ve Ötesi (1942)
- Bir Acı Hikâye (1942)

### Екранизации
- 1965 Kirik hayatlar
- 1974 Ask-i memnu – ТВ минисериал
- 2008 – 2010 Забраненият плод, Ask-i Memnu – турски ТВ сериал (Къванч Татлъту и Берен Саат)
- 2013 Pasion Prohibida – испански ТВ сериал (Жанкарлос Канела и Моника Спиър)